# Tubificoides postcapillatus
Tubificoides postcapillatus är en ringmaskart som först beskrevs av Cook 1974.  Tubificoides postcapillatus ingår i släktet Tubificoides och familjen glattmaskar. Inga underarter finns listade i Catalogue of Life.